# Kane (Familienname)
Kane ist ein englischer Familienname.

## Künstlername
- Kane (Wrestler) (* 1967), US-amerikanischer Wrestler
- Kane (* 1983), US-amerikanischer Wrestler, siehe Luke Gallows

## Familienname
- Adam Kane (* 1968), US-amerikanischer Kameramann, Film- sowie Fernsehregisseur
- Adelaide Kane (* 1990), australische Schauspielerin
- Aïssata Kane (1938–2019), mauretanische Politikerin und Frauenrechtsaktivistin
- Alan Kane (* 1948), kanadischer Stabhochspringer
- Angela Kane (* 1948), deutsche politische Beamtin und UN-Managerin
- Arthur Kane (1949–2004), US-amerikanischer Musiker
- Ben Kane (* 1970), irischer Schriftsteller
- Benjamin Francis Kane (1834–1872), australischer Pädagoge
- Big Daddy Kane (* 1968), US-amerikanischer Rapper
- Bob Kane (1915–1998), US-amerikanischer Comiczeichner
- Boyd Kane (* 1978), kanadischer Eishockeyspieler
- Brad Kane (* 1973), US-amerikanischer Schauspieler, Sänger, Drehbuchautor und Produzent
- Candye Kane (1961–2016), US-amerikanische Blues-Sängerin
- Carol Kane (* 1952), US-amerikanische Schauspielerin
- Charles Kane (Boxer) (* 1968), schottisch-britischer Boxer
- Charles L. Kane (* 1963), US-amerikanischer Physiker
- Chelsea Kane (* 1988), US-amerikanische Schauspielerin und Sängerin
- Christian Kane (* 1972), US-amerikanischer Schauspieler und Musiker
- Christopher Kane (* 1982), schottischer Modemacher
- Clinton Kane (* 1999), australischer Popmusiker
- Cory Kane (* 1990), sino-amerikanischer Eishockeyspieler
- David Kane (* 1955), britisch-amerikanischer Pianist und Komponist
- DeAndre Kane (* 1989), US-amerikanisch-ungarischer Basketballspieler
- Doc Kane, US-amerikanischer Tontechniker
- Eddie Kane (1889–1969), US-amerikanischer Schauspieler
- Eden Kane (* 1940), britischer Sänger
- Elias Kane (1794–1835), US-amerikanischer Politiker
- Elisha Kent Kane (1820–1857), US-amerikanischer Mediziner und Entdecker
- Evander Kane (* 1991), kanadischer Eishockeyspieler
- Falou Galasse Kane (* 1980), senegalesischer Fußballschiedsrichter
- Francis Kane (* 1942), US-amerikanischer Geistlicher, Weihbischof in Chicago
- Frank Kane (1912–1968), US-amerikanischer Autor
- Gil Kane (1926–2000), US-amerikanischer Comiczeichner
- Gordon Kane (* 1937), US-amerikanischer Physiker
- Cheikh Hamidou Kane (* 1928), senegalesischer Politiker und Schriftsteller
- Cheikh Hamidou Kane Mathiara (1939–2009), senegalesischer Politiker
- Harry Kane (* 1993), englischer Fußballspieler
- Harry Kane (Leichtathlet) (* 1933), britischer Hürdenläufer
- Harry Kane, Pseudonym von Ralf Beck (* 1966), deutscher Musikproduzent, Mitglied von Nalin & Kane
- Helen Kane (1903–1966), US-amerikanische Sängerin und Schauspielerin
- Henry Plow Kane (um 1825–1893), australischer Lehrer
- Irene Kane (1924–2013), US-amerikanische Schauspielerin, Autorin und Fernsehmoderatorin
- Herb Kawainui Kane (1928–2011), US-amerikanischer Historiker und Künstler
- Joel Kane (1921–1993), US-amerikanischer Drehbuchautor
- John Kane (Drehbuchautor) (* 1945), schottischer Drehbuchautor und Schauspieler
- John F. Kane, Sonderpädagoge und Hochschullehrer
- John Thomas Kane (1908–1988), australischer Politiker
- Jonny Kane (* 1973), britischer Autorennfahrer
- Joseph Kane (1894–1975), US-amerikanischer Filmregisseur
- Joseph Nathan Kane (1899–2002), US-amerikanischer Historiker
- Julius Kane (1921–1962), australischer Bildhauer und Grafiker
- Katherine Renee Kane (* 1991), Schauspielerin
- Kevin Kane (* 1983), britischer Biathlet
- Kieran Kane (* 1949), US-amerikanischer Musiker
- Kimberly Kane (* 1983), US-amerikanische Pornodarstellerin
- Madleen Kane (* 1958), schwedische Sängerin und Model
- Miles Kane (* 1986), britischer Musiker
- Nael Kane (* 2006), kanadischer Fußballspieler
- Nicholas T. Kane (1846–1887), US-amerikanischer Politiker
- Ousmane Oumar Kane, senegalesisch-amerikanischer Islamwissenschaftler
- Pat Kane (* 1964), schottischer Musiker
- Patrick Kane (* 1988), US-amerikanischer Eishockeyspieler
- Paul Kane (1810–1871), kanadischer Maler
- Paul Kane, Pseudonym von Paul Simon
- Peter Kane (1918–1991), britischer Boxer
- Richard Kane (1666–1736), irischer Soldat und britischer Gouverneur von Menorca und Gibraltar; auch Richard O’Cahan genannt
- Robert Kane (Chemiker) (1809–1890), irischer Chemiker
- Robert Kane (Filmproduzent) (1886–1957), US-amerikanischer Filmproduzent
- Robert Kane (Philosoph) (1938–2024), US-amerikanischer Philosoph
- Robert Kane (Musiker) (* 1954), britischer Musiker (Dr. Feelgood)
- Rosetta Lulah Kane (1871–1934), kalifornische Lehrerin und in Neuseeland eine liberale Politikerin, Feministin und sozial engagierte Frau
- Rosie Kane (* 1961), schottische Politikerin
- Sammi Kane Kraft (1992–2012), US-amerikanische Schauspielerin, Musikerin und Baseballspielerin
- Sarah Kane (1971–1999), britische Dramatikerin
- Shannon Kane (* 1986), US-amerikanische Schauspielerin und Model
- Sharon Kane (* 1956), US-amerikanische Pornodarstellerin und Regisseurin
- Susy Kane (* 1978), britische Schauspielerin, Drehbuchautorin und Musikerin
- Thomas Kane (Matrose) (1841–??), US-amerikanischer Matrose
- Thomas Kane (Ökonom), US-amerikanischer Ökonom und Hochschullehrer
- Thomas L. Kane (1822–1883), US-amerikanischer General
- Thomas R. Kane (1924–2019), US-amerikanischer Ingenieur und Hochschullehrer
- Tim Kane (* 1968), US-amerikanischer Offizier, Ökonom und Autor
- Todd Kane (* 1993), englischer Fußballspieler
- Tom Kane (Politiker) (1878–1939), US-amerikanischer Politiker
- Tom Kane (Baseballspieler) (1906–1973), US-amerikanischer Baseballspieler
- Tom Kane (Filmproduzent) (Thomas John Kane), US-amerikanischer Filmproduzent
- Tom Kane (Synchronsprecher) (* 1962), US-amerikanischer Schauspieler und Synchronsprecher
- Tom Kane (Schauspieler), britischer Schauspieler
- Tommy Kane (* 1964), US-amerikanischer American-Football-Spieler
- Tony Kane (* 1987), nordirischer Fußballspieler
- Valene Kane (* 1987), nordirische Schauspielerin
- Wally Kane (1933/34–2021), US-amerikanischer Musiker

## Fiktive Figuren
- Charles Foster Kane, Hauptfigur im Spielfilm Citizen Kane
- Harry Kane, Pseudonym von Ralf Beck, Mitglied des deutschen Musikprojekts Nalin & Kane
- Kane, eine der Hauptfiguren der Reihe Command & Conquer
- Will Kane, Sheriff („Marshal“) im Spielfilm Zwölf Uhr mittags